# Stazione di Dordrecht Zuid
Dordrecht Zuid, è una stazione ferroviaria secondaria passante di superficie sulla linea ferroviaria Breda-Rotterdam nella città di Dordrecht, Paesi Bassi.